# Ljungs församling, Linköpings stift
Ljungs församling var en församling i Linköpings stift inom Svenska kyrkan i Linköpings kommun i Östergötlands län. Församlingen uppgick 2006 i Vreta klosters församling.
Församlingskyrka var Ljungs kyrka

## Administrativ historik
Församlingen har medeltida ursprung.
Församlingen utgjorde tidigt ett eget pastorat för att därefter till 1962 vara moderförsamling i pastoratet Ljung och Flistad. Från 1962 till 2006 var församlingen annexförsamling i Vreta kloster, Stjärnorp, Ljung och Flistad. Församlingen uppgick 2006 i Vreta klosters församling.
Församlingskod var 058021.

## Kyrkoherdar
Lista över kyrkoherdar. Prästbostaden låg i Rågårda vid Ljungs kyrka.
| Ämbetstid | Namn                           | Levnadstid | Övrigt                                               |
| --------- | ------------------------------ | ---------- | ---------------------------------------------------- |
| 1465–1474 | Petrus                         |            |                                                      |
| 1505      | Laurentius Alensis             |            |                                                      |
| 1559      | Olavus Klase                   |            | Senare kyrkoherde i Horns församling                 |
| 1563–1570 | Theodoricus                    | –1570      |                                                      |
| 1571–1589 | Petrus                         | 1512–1589  |                                                      |
| 1589–1593 | Andreas Jonæ                   | –1593      |                                                      |
| 1594–1609 | Petrus Svenonis                | –1609      |                                                      |
| 1610–1622 | Nicolaus Hemmingi (Hemmingius) | –1622      |                                                      |
| 1623      | Laurentius Petri               | –1623      |                                                      |
| 1625–1646 | Elavus Törnevallius            | 1580–1646  |                                                      |
| 1648–1653 | Matthias Andreæ                | –1653      |                                                      |
| 1654–1672 | Joannes Olavi Korling          | 1608–1672  |                                                      |
| 1674–1692 | Joannes Ankerman               | 1636–1692  |                                                      |
| 1692      | Nathanael Talénus              |            | Utnämnd 1692. Han var domkyrkosyssloman i Linköping. |
| 1693–1709 | Nicolaus Zettrenius            | 1652–1709  |                                                      |
| 1711–1721 | Petrus Lundberg                | 1669–1721  |                                                      |
| 1722–1758 | Anders Duræus                  | 1682–1758  | Kyrkoherde, prost och kontraktsprost.                |
| 1762      | Nils Loenbom                   |            | Utnämnd 1762.                                        |
| 1763–1776 | Jonas Larsson Nordell          | 1711–1776  | Kyrkoherde och kontraktsprost.                       |
| 1777–1793 | Daniel Ekerman                 | 1735–1807  | Senare kyrkoherde i Furingstads församling.          |
| 1793–1821 | Johan Kling                    | 1745–1821  | Kontraktsprost.                                      |
| 1822–1860 | Adolph Bruun                   | 1781–1860  | Kyrkoherde, prost och kontraktsprost.                |
| 1860–1884 | Jakob Öster                    | 1795–1884  |                                                      |
| 1885–1913 | Lars Peter Broman              | 1833–1913  |                                                      |
| 1913–     | Samuel Otto Mauritz Rathsman   | 1865–      |                                                      |

## Klockare och organister
| Ämbetstid | Namn                     | Levnadstid | Kommentarer           |
| --------- | ------------------------ | ---------- | --------------------- |
| 1694      | Jonas Eriksson           |            | Klockare              |
| 1701–1708 | Per Håkansson            | 1628–1708  | Klockare              |
| –1712     | Jonas                    | 1654–1712  | Klockare              |
|           | Sven Simonsson           | –1755      | Klockare              |
| 1741–1747 | Zacharias Jacobsson Blom | 1721–1773  | Organist och klockare |
| 1747–1774 | Abraham Blom             |            | Organist och klockare |
| –1794     | Peter Blom               | 1754–1794  | Organist och klockare |
| 1794–1831 | Fredrik Reinhold Hjelm   | 1760–1837  | Organist och klockare |
| 1831–1842 | Carl Wilhelm Hjelm       | 1808–1842  | Organist och klockare |
| 1842–1861 | Nils Johan Ekström       | 1820–1894  | Organist och klockare |
| 1861–1890 | Israel Allin             | 1818–1892  | Organist och klockare |
| 1891–1926 | Carl August Liljebäck    | 1866–1948  | Organist och klockare |
| 1926–1958 | Knut Adell               | 1898–      | Organist och klockare |